# Osváth Gábor (nyelvész)
Osváth Gábor (Hódmezővásárhely, 1946. január 22. –) nyelvtanár, nyelvész, műfordító, Korea-szakértő.
Az Egri Tanárképző Főiskola magyar–orosz szakán végzett, közben egy évet Leningrádban töltött, később elvégezte az ELTE magyar szakát is. 1970–72 között Észak-Koreában tanult, ezt követően a Nemzetközi Előkészítő Intézetben külföldi hallgatók magyartanáraként dolgozott.
1989-től a Külkereskedelmi Főiskola Keleti Nyelvek Tanszékén koreai nyelvtanár, 1999–2006 között tanszékvezető. Kultúraközi kommunikációt is oktat. 1998-tól az ELTE Koreai Programjának megbízott előadója volt, koreai nyelvet és irodalmat tanított. Ösztöndíjasként kétszer járt Dél-Koreában (1992; 2000).
Özvegy, három gyermek (Eszter, Gábor, Márton) apja.

## Bibliografia

### Koreanisztikával kapcsolatos publikációk
- A koreai és más kelet-ázsiai nyelvek viszonyáról. In: Gyuró Istvánné–Szabó Zoltán (szerk.) Intézeti Szemle. Nemzetközi Előkészítő Intézet: Budapest, 1973. pp. 12–16.
- Nyelvi reform Észak-Koreában. In: Gyuró Istvánné–Szabó Zoltán (szerk.) Intézeti Szemle. Nemzetközi Előkészítő Intézet: Budapest, 1976/2. pp. 32–40.
- A koreai hangok és betűk. Külkereskedelmi Főiskola: Budapest, 1989.
- A koreai személynevek. In: Balogh Lajos–Ördög Ferenc (szerk.) Névtudomány és művelődéstörténet. A IV. Magyar Nyelvtudományi Konferencia előadásai. Budapest, 1989. pp. 335–339.
- Nyelvtani magyarázatok és szótár koreai nyelven. In: Kovácsi Mária: Itt magyarul beszélnek. Magyar nyelvkönyv külföldieknek. Nemzetközi Előkészítő Intézet: Budapest, 1989.
- A kontrasztív elemzés jelentősége a koreai hallgatók kiejtéstanításában. In: Az I. Országos Alkalmazott Nyelvészeti Konferencia előadásai. Nyíregyházi Bessenyei György Tanárképző Főiskola: Nyíregyháza, 1991. pp. 288–291.
- A koreai nyelv tanításáról. Fáyné Péter Emese (szerk.) In: Húsz éves a Külkereskedelmi Főiskola. II. kötet. Külkereskedelmi Főiskola: Budapest, 1991. pp. 77–81.
- Magyar–koreai igei vonzatszótár. Külkereskedelmi Főiskola: Budapest, 1993. 102 p.
- Külgazdasági olvasókönyv koreai nyelven. Külkereskedelmi Főiskola: Budapest, 1993. 102 p.
- Koreai nyelv alapfokon I. Külkereskedelmi Főiskola: Budapest, 1995. 200 p.
- The Korean Image of Hungary. In: Fáyné Péter Emese (szerk.) Szakmai Füzetek. Külkereskedelmi Főiskola: Budapest, 1995. pp. 63–75.
- A kínai írásjegyek használatával kapcsolatos dél-koreai vita. In: Osváth Gábor (szerk.) Koreai nyelv és kultúra. Tanulmányok a kultúraközi kommunikáció tárgyköréből. Külkereskedelmi Főiskola: Budapest, 1995. pp. 40–52.
- A koreaiak nemzeti önképe és nemzeti szimbólumaik. Társszerző: Romhányi Claudia. In: Osváth Gábor (szerk.) Koreai nyelv és kultúra. Tanulmányok a kultúraközi kommunikáció tárgyköréből. Külkereskedelmi Főiskola: Budapest, 1995. pp. 19–29.
- Koreai nyelv alapfokon II. Külkereskedelmi Főiskola: Budapest, 1996.
- A koreai modernizáció és az angol nyelv. In: Fáyné Péter Emese szerk. Szakmai Füzetek. Külkereskedelmi Főiskola: Budapest, 1996. pp. 265–272.
- A koreai nevek magyar kiejtése és helyesírása. Társszerző: Balogh Tibor István. In: Székely Gábor–Cs. Jónás Erzsébet szerk. Nyelvek és nyelvoktatás a Kárpát-medencében. A VI. Országos Alkalmazott Nyelvészeti Konferencia előadásai. I. kötet. Bessenyei György Könyvkiadó: Nyíregyháza, 1996. pp. 307–315.
- On the English Elements of the Korean Vocabulary. In: The Proceedings of the 18th AKSE Conference. Stockholm, 1997. pp. 112–118.
- Magyar–koreai társalgási zsebkönyv. Társszerzők: Hidasi Judit, Park Soo-young, Szigeti György. Külkereskedelmi Főiskola: Budapest, 1997. 81 p.
- Nyelv és kultúra összefüggései Koreában. In: Polyák Ildikó szerk. Hetedik Országos Nyelvészeti Konferencia előadásai. I. kötet. Külkereskedelmi Főiskola, Budapest: 1997. pp. 99–101.
- Koreai irodalommal kapcsolatos 19 címszó: Ri Dzsehjon, Ri Gvangszu, Szimcshondzson, Szong Jong, szoszol, Tanggun, Tongguk munhonbigo, Tongmunszon, Vorin szokpo. A pótkötetben: Kim Cshunszu, Kim Dongni, Kim Dzsiha, Pak Kjongni, Cshö Inhun, Szo Dzsongdzsu, I Cshongdzsun, I Munjol, Hvang Szokjong, Hvang Szunvon. Király István (szerk.) Világirodalmi lexikon. Akadémiai Kiadó: Budapest, 1974–1998.
- Koreai nyelv, koreai kultúra. Szociolingvisztikai megfigyelések. In: Szépe György (szerk.) Modern Nyelvoktatás. Budapest, 1998. december. pp.l 43–156.
- On Some Problems of Korean Language Teaching in Hungary. In: The Proceeding's of the 19th AKSE Conference in Hamburg. Hamburg: 1999. pp. 33-40.
- A koreai nyelv északi és déli változata. In: Balaskó Mária és Kohn János szerk. A nyelv mint szellemi és gazdasági tőke. A VIII. Magyar Alkalmazott Nyelvészeti Konferencia előadásainak gyűjteményes kiadása. II. kötet. Szombathelyi Tanárképző Főiskola: Szombathely, 1999. pp. 235–240.
- A magyar kiejtés tanítása koreaiaknak. In: Tverdota György (szerk.) Hungarológia. Nemzetközi Hungarológiai Központ: Budapest, 1999 / 1–2. pp. 181–187.
- Koreai nyelv. In: Fodor István (szerk.) A világ nyelvei. Akadémiai Kiadó: Budapest, 1999. pp. 758–765.
- Koreai nyelv. Koreai írás. Koreai irodalom. (Három címszó) In: Bárány Lászlóné (szerk.) Magyar Nagylexikon. VII. kötet. Budapest: Akadémiai Kiadó, 2000. 4 p.
- Névadás és politika összefüggései Koreában. In: Hajdu Mihály szerk. Köszöntő Fodor István 80. születésnapjára. ELTE Magyar Nyelvtörténeti, Szociolingvisztikai és Dialektológiai Tanszéke: Budapest, 2000. pp. 41–44.
- A kínai, koreai, japán és vietnami szakszókincs sajátosságai. In: Majoros Pál szerk. Szakmai füzetek. BGF Külkereskedelmi Főiskolai Kar: Budapest, 2201. pp. 135–139.
- Európai kölcsönszók a kínaiban, koreaiban és japánban. In: Fóris Ágota, Kárpáti Eszter, Szűcs Tibor szerk. A nyelv nevelő szerepe. A IX. Magyar Nyelvészeti Kongresszus előadásai. Lingua Franca Csoport: Pécs, 2002. pp. 126–130.
- A koreai verbális és nem verbális kommunikáció néhány sajátossága. In: Majoros Pál szerk. BGF Tudományos évkönyv. Budapesti Gazdasági Főiskola: Budapest, 2002. 298–307.
- On the Past and Present of Korean Studies in Hungary. In: (ed. by Cheong, Byung Kwon) The 1st International Conference on Korea and Central and East Europe. The Korean Association of East European and Balkan Studies: Seoul, 2001. pp. 11–22.
- On the System of Korean Personal Names. In: Birtalan Ágnes (szerk.) Aspects of Korean Civilisation. Volume I. Eötvös Loránd Tudományegyetem: Budapest, 2002. 28–37.
- Mártonfi Ferenc koreanisztikai munkássága. In: Birtalan Ágnes (szerk.) Aspects of Korean Civilisation. Volume I. Eötvös Loránd Tudományegyetem: Budapest, 2002. pp. 49–62.
- Az 1945 utáni dél-koreai elbeszélő irodalom. In: Birtalan Ágnes (szerk.) Aspects of Korean Civilisation. Volume I. Eötvös Loránd Tudományegyetem: Budapest, 2002. pp. 38–48.
- Az öt barát éneke. Koreai rövidversek. Fordította, az előszót és a jegyzeteket írta Osváth Gábor. Terebess Kiadó: Budapest, 2002.
- A koreai szakszókincs kialakulása és főbb sajátosságai. In: Új kihívások a nyelvoktatásban. Budapesti Gazdasági Főiskola: Budapest, 2002. pp. 111–122.
- A távol-keleti kommunikáció néhány közös sajátossága. In: Tóth Szergej (szerk.) Nyelvek és kultúrák találkozása. Szegedi Tudományegyetem Juhász Gyula Tanárképző Főiskolai Kara: Szeged, 2003. pp. 41–44.
- Hongarieszo-ui Hangugo-kjojuk (A magyarországi koreainyelv-oktatásról). In: Cshö Gvon-dzsin (szerk.) Tongjuropcsijok-ui Hangugo kjojukkvadzsong phjodzsunhva jongu (A kelet-európai koreai nyelvi tantervek egységesítésének kérdései). Center for Oriental Languages and Cultures. Sofia University: Szófia, 2003. pp. 79–89. Koreai nyelven.
- Ország- és népnevek problémái a kultúraközi kommunikációban. In: Majoros Pál (szerk.) Szakmai Füzetek. BGF Külkereskedelmi Főiskolai Kar: Budapest, 2003. 12. szám. pp. 55–69.
- A koreai nyelv jelentősége, oktatásának helyzete és perspektívái. In: Székács Anna (szerk.): A keleti nyelvek oktatásának gazdasági, kulturális vonatkozásai, és európai uniós csatlakozásunk. BGF Külkereskedelmi Főiskolai Kar: Budapest, 2004. pp. 69–86.
- A dél-koreai nyelvpolitika legújabb fejleményei. In: Birtalan Ágnes szerk. Aspects of Korean Civilization. Volume 2. Eötvös Loránd Tudományegyetem: Budapest, 2004. 3–24.
- A koreaiak magyarságképe és 1956. In: Birtalan Ágnes szerk. Aspects of Korean Civilization. Volume 2. Eötvös Loránd Tudományegyetem: Budapest, 2004. pp. 94–103.
- Korean Language Teaching: On Some Problems of the Introductory Course. In: Choi, Gwon-jin (edited by): A Study of the Korean Language Education in Central and Eastern Europe. Center for Oriental Languages and Cultures. Sofia University: Sofia, 2004. pp. 58–76.
- Beszámoló a keleti nyelvek oktatásával foglalkozó konferenciáról. In: Szépe György szerk. Modern Nyelvoktatás, 2005. április. pp. 93–94.
- Shape of Chinese Characters as a Motive in Korean Literature. In: Choi, Kwon-Jin (edited by: Journal of Korean Studies. Volume 8. Association for Korean Language Education in Central and East Europe. SemaRSh: Sofia, 2005. pp. 167–185.
- Koreai nyelv és irodalom (válogatott tanulmányok). Plurilingua Kiadó: Budapest, 2006. 330 p.
- Nyelvtörvény és helyesírási reformok Dél-Koreában. In: Klaudy Kinga és Dobos Csilla (szerk.): A világ nyelvei és a nyelvek világa. A XV. Magyar Alkalmazott Nyelvészeti Kongresszus előadásai. MANYE–Miskolci Egyetem: Miskolc, 2006. pp. 515–519.
- A tigris szeme. Koreai elbeszélések. (Válogatta, az utószót, a jegyzeteket írta és részben fordította) Terebess Kiadó: Budapest, 2006.
- The Koreans and the Hungarian Revolution in 1956. In: Hungary, Central and Eastern Europe. Current Issues in Humanities and Social Sciences. Proceedings of the Sixth International Conference of KACEEBS. The Korean Association of Central and Eastern European and Balkan Studies: Seoul, 2006. pp. 55–64. In English.
- A koreai nyelv leírása. In: Zólyomi Gábor szerk. Oktatási segédanyag az ókori és keleti nyelvek és írások c. előadáshoz (ELTE, BA-képzés). 2006. Kb. 10 p. Elektronikus publikáció.
- A nyelvhasználat nemekre jellemző sajátosságai Koreában. In: Heltai Pál szerk. Nyelvi modernizáció. Szaknyelv, fordítás, terminológia. A XVI. Magyar Alkalmazott Nyelvészeti Kongresszus előadásai. Pécs–Gödöllő: MANYE–Szent István Egyetem, 2007. pp. 534–539.
- A távol-keleti vagy konfuciánus nyelvszövetség sajátosságai. In: Nyelvinfó. A nyelvtanárok lapja. Székesfehérvár: Kodolányi János Főiskola, 2007. pp. 7–12.
- A koreai mondat és a koreai vers szerkezete. In: Nyelvvilág. A Budapesti Gazdasági Főiskola Idegen Nyelvi és Kommunikációs Intézetének szakmai kiadványa. Budapesti Gazdasági Főiskola: Budapest, 2007. pp. 48–52.
- Tovariscs, elvtárs, tongzhi: jelentés és társadalom. In: Szakmai Füzetek. Budapest: Budapesti Gazdasági Főiskola Külkereskedelmi Főiskolai Kar: Budapest, 2007. pp. 112–116.
- Korea (Dél-Korea és Észak-Korea). In: Hidasi Judit szerk. Kultúrák@kontextusok.kommunikáció. Budapest: Perfekt Kiadó, 2007. pp. 120–132.
- Új sidzso-fordítások. In: Kéri András szerk. Nyelvvilág. A Budapesti Gazdasági Főiskola Idegen Nyelvi és Kommunikációs Intézetének szakmai kiadványa 2008 / 7. pp. 49–52.
- Koreai nyelvkönyv. Az 1995-ben megjelent Koreai nyelvkönyv alapfokon I. javított kiadása. Magánkiadás. Budapest, 2008. ISBN 978-963-06-5794-5. 166 old.
- Etnocentrizmus a távol-keleti földrajzi nevekben. In: Szakmai Füzetek. Budapest: BGF.     Külkereskedelmi Főiskolai Kar, 2008.
- Tovariscs, elvtárs, tongzhi: jelentés és társadalom. In: Gecső Tamás szerk. Jel és jelentés.
- Budapest: Kodolányi János Főiskola, 2008. Másodközlés.
- Nyelvi modernizáció a Kína-központú kultúrkörben. In: Majoros Pál szerk. EU Working Papers. Budapest: BGF Külkereskedelmi Főiskolai Kar. 2008 / 3. pp. 47–58.
- Hvang Dzsini sidzso versei. In: Hamar Imre szerk. Távol-keleti tanulmányok I. évfolyam, 2009 / 1. Budapest: ELTE Távol-keleti Intézet, 2009. pp. 99–110.
- Egy tragikus sorsú koreai költő: Cshon Szángbjong. In: Kéri András szerk. Nyelvvilág. A Budapesti Gazdasági Főiskola Idegen Nyelvi és Kommunikációs Intézetének szakmai kiadványa. Budapest: Budapesti Gazdasági Főiskola, 2009. pp. 76–78.
- A koreai prózáról – röviden. In: Magyar Napló, 2010. január. pp. 48-51.
- A régi elbeszélő irodalom Koreában. In: Hamar Imre szerk. Távol-keleti Tanulmányok, I évfolyam, 2009 / 2. Budapest: ELTE Távol-keleti Intézet, 2010. pp. 89–102.
- The Korean War and its Consequences in the Korean Literature. In: edited by Sonja Hausler and Mózes Csoma The Proceedings of the International Conference Dedicated to the Twentieth Anniversary of Diplomatic Relations between Hungary and the Republic of Korea (1989–2009). Budapest: Eötvös University Press, 2010. pp. 47–54.
- Észak- és Dél-Korea közös szótára: lehetséges-e? In: Zimányi Árpád szerk. A tudomány nyelve – a nyelv tudománya. A XIX. Magyar Alkalmazott Nyelvészeti Kongresszus előadásai. Eger – Székesfehérvár: MANYE – Eszterházy Károly Főiskola, 2010. pp. 121–127.
- Language Contact between Japan and Korea in the Modernization Period. In: Synergy of Cultural Dialogues. Proceedings of the joint symposium and open forum of College of International Management and Business and Japan Society for Multicultural Relations. Tokyo: Japan Society for Multicultural Relations, 2011. pp. 19–30. Angol nyelven.
- (Csoma Mózessel közösen): Hua Mulan második élete. Észak-koreai diákok részvétele a magyar forradalomban. In: Magyar Nemzet, 2011. október 22. p. 21, pp. 30–31.
- Dél-koreai és japán cégnevek eredete és kommunikációs sajátosságaik. In: Magyar Tudomány Napja a BGF-en, CD-n, 2011.
- Koreai sidzsoversek. In: Napút, 2013. február. pp. 46–48.
- Korean and Hungarian National Symbols. A Comparison. In: Proceedings of the International Tourism Promotion Symposium. The 25th Anniversary Commemoration of Korea–Hungary Diplomatic Tie. Gyongju University, Budapest Business School: Budapest, 2014. pp. 27–38.
- Utószó. In: Koreai közmondások. Budapest: Kelet Kiadó, 2014. pp. 177–189.
- On the 25 year old History of Hungarian Language Teaching in Hungary. In: Proceedings of the Conference Celebrating the 25 Anniversary of the Establishment of Diplomatic Relations between Korea and Hungary. Seoul: Hankuk University of Foreign Studies, 2014. pp. 59–70.
- Elmélkedések a fordításról a koreai nyelv ürügyén. In. Napút, 2014. szeptember. pp. 50–52.
- Diktatúra és költészet Dél-Koreában. In: Nyelvvilág, 2015 / 16. pp. 43 ̶ 49.
- Koreai költők a japán gyarmati időszakról. In: A Koreai-félsziget felszabadulásának 70. évfordulójára. Szimpózium az ELTE Koreai Tanszékén. Budapest: Eötvös Kiadó, 2015. pp. 9 ̶ 26.
- Egy koreai szó a magyar szlengben: Kocsedó. In: Távol-keleti Tanulmányok. Budapest: ELTE Távol-keleti Intézet, 2015 /1. pp. 31 ̶ 44.
- A koreai rokonságnevek. In: Hidasi Judit, Osváth Gábor, Székely Gábor szerk. A család és rokonság nevei. Budapest: Tinta Könyvkiadó, 2016. pp. 102 ̶ 118.
- A Kína-központú kultúrák családi és rokonsági terminusai (Hidasi Judittal közösen). In: Hidasi Judit ̶ Osváth Gábor ̶ Székely Gábor szerk. A család és rokonság nevei. Budapest: Tinta Könyvkiadó, 2016. pp. 211 ̶ 223.
- A koreai irodalom rövid története. Budapest: ELTE Eötvös Kiadó, 2016
- Kim Ch’unsu and his Poem about the Hungarian Revolution in 1956. In: Csoma Mózes edited by The Hungarian Revolution of 1956 and the Korean Peninsula. Symposium dedicated to the 60th anniversary of the Hungarian and freedom fight of 1956. Budapest: Eötvös University Press, 2016. pp. 51 ̶ 64.
- Korea (Észak- és Dél-Korea). In Bodolay László szerk. Kultúra, migráció, kommunikáció. Budapest: Saldo Kiadó, 2017. pp. 143 ̶164.
- Arany János Koreában. In Napút, XIX. évfolyam 6. szám, 2017. augusztus. pp. 126 ̶128.
- A haiku és a koreaiak. In: Salát Gergely – Szilágyi Zsolt szerk. Traumák és tanulságok. A II. világháború öröksége a Távol-Keleten. Budapest: Typotex Kiadó, 2017. pp. 226 – 237.
- A koreai színnevek és használatuk. In: Székely Gábor szerk. Színek és színnevek. Budapest: Tinta Könyvkiadó, 2018. pp. 190 ̶ 203.
- Vallás és politika Koreában. In: Salát Gergely – Szilágy Zsolt szerk. tanulmánykötet. Budapest: Pázmány Péter Tudományegyetem. Megjelenés várható ideje: 2018.
- Mohr Richárd, Osváth Gábor, Sato Noriko, Székács Anna: Japán, kínai és koreai üzleti kultúra: Távol-keleti menedzsment interkulturális és gyakorlati nézőpontból, SALDO Kiadó, 2020

### Egyéb publikációk
- Költő és közönsége a Szovjetunióban. Hevesmegyei Népújság. Eger, 1968. október 6. p. 5.
- Új orosz nyelvi hangszalag és applikációs képek az általános iskola ötödik osztályában. Társszerző: Béky Loránd. Hevesi Művelődés. Eger, 1971 / 8. pp. 62–70.
- Magyar nyelvkönyv a bölcsész szakirányú hallgatók számára. Társszerzők: Ginter Károly szerk., Ferencz Rózsa, Prileszky Csilla. Tankönyvkiadó: Budapest, 1984. 320 p.
- Szöveggyűjtemény a hallás utáni megértés gyakorlására. Társszerzők: Garay Melinda, Hedvig Olga. Nemzetközi Előkészítő Intézet: Budapest, 1989. 56 p.
- Videó a magyartanításban. In: Gyuró Istvánné és Szabó Zoltán szerk. Intézeti Szemle. Nemzetközi Előkészítő Intézet: Budapest, 1989 / 18. pp. 48–52.
- Dél-koreai diákok intézetünkben. In: Gyuró Istvánné Kármán Lászlóné, Nagy Ilona, Novotny Júlia szerk. Intézeti Szemle, 1989 / 19. pp. 22–29.
- Orosz nyelvi elemek a mai magyar sajtónyelvben. In: Bakonyi István–Nádai Julianna szerk. A többnyelvű Európa. Széchenyi István Egyetem Idegen Nyelvi és Kommunikációs Tanszék: Győr, 2004. pp. 324–330.
- A politikai korrektség és a népnevek néhány kérdése. In: Bajomi-Lázár Péter szerk. Annual 2005. A Zsigmond Király Főiskola 2005. évi tanulmánykötete. Zsigmond Király  Főiskola: Budapest, 2006. pp. 132−140.
- Kultúraközi kommunikációs dolgozatok és felmérések tanulságai. In: Majoros Pál szerk.
- Stratégiák 2007 és 2013 között. BGF Tudományos Évkönyv 2006. Budapesti Gazdasági Főiskola: Budapest, 2006. pp. 423–432.
- Napjaink politikai szállóigéi és szerepük a médiában. In: Majoros Pál szerk. Szakmai Füzetek. 27. szám. Budapesti Gazdasági Főiskola: Budapest, 2009. pp. 30–37.
- Az íráskép mint szimbólum. In: Gecső Tamás–Sárdi Csilla szerk. A kommunikáció nyelvészeti aspektusai. Segédkönyvek a nyelvészet tanulmányozásához. Székesfehérvár–Budapest: Kodolányi János Főiskola, Tinta Könyvkiadó, 2009. 190–194.
- Miniszterelnöki szállóigék a rendszerváltás után. In: Gecső Tamás–Sárdi Csilla szerk. Nyelvhasználat a médiában. Budapest: Kodolányi János Főiskola, Székesfehérvár, Tinta Könyvkiadó, 2013. pp. 155–159.